# Mattia Pascal
Mattia Pascal (Originaltitel: Il fu Mattia Pascal) ist ein Roman des italienischen Schriftstellers Luigi Pirandello aus dem Jahr 1904.

## Handlung
Mattia Pascal lebt in Miragno, wo sein Vater ihm, seinem Bruder Roberto und seiner Mutter eine Schwefelmine vererbt hat. Batta Malagna, ein unehrlicher Verwalter, ist daran interessiert, das Vermögen zu übernehmen. Der Geschäftsmann heiratet Oliva, ein Mädchen, das Mattia seit Kindertagen kennt. Die Ehe bleibt kinderlos. Die Schuld dafür schiebt Malagna auf Oliva, ohne auch nur in Betracht zu ziehen, dass das „Problem“ bei ihm liegen könnte. Aus Trotz beginnt Oliva eine Affäre mit Mattia, von dem sie auch schwanger wird.
Pomino, ein guter Freund von Mattia, erzählt ihm, dass er bei einem Gespräch mit einer Dienerin herausgefunden habe, dass die Cousine von Malagna, Marinna Dondi, die Witwe Pescatore, ihrem Cousin vorwirft, mit Kinderlosigkeit gestraft zu sein, weil dieser ihre Tochter Romilda nicht heiraten wollte. Pomino ist selbst in Romilda verliebt.
Mattia und Pomino fürchten, dass Malagna ein Kind mit Romilda zeugen will, um seine Fruchtbarkeit zu beweisen. Pascal hilft seinem Freund. Er rät ihm, Romilda selbst zu heiraten. Unter einer Ausrede begibt sich Mattia zu Marianna Dondi. Dort findet er auch Malagna vor und lernt Romilda kennen. Er kündigt seine Absicht an, die Witwe und ihre Tochter bald erneut zu besuchen. Doch die Mutter ist nicht gerade erfreut über die Ankündigung eines erneuten Besuches von Mattia.
Obwohl Mattia Romilda von Pomino erzählt, verliebt Romilda sich in Mattia und er erwidert ihre Gefühle. Eines Tages bleibt das Mädchen alleine mit ihm. Romilda bittet ihn darum sie wegzubringen. Als sie von Mattia schwanger wird, überlegt er, wie er die Mutter auf die nun unvermeidbare Hochzeit vorbereiten soll. Jedoch bekommt er einen Brief von Romilda, in dem sie schreibt, dass sie sich nicht mehr sehen können. Mattia versteht Romildas Beweggründe nicht. Oliva begibt sich zu ihm nach Hause. Sie verzweifelt an ihrem Mann und braucht jemandem, mit dem sie reden kann: Mattias Mutter. Batta Malagna kündigt die Geburt seines lang ersehnten Kindes an. Nun begreift Mattia, warum Romilda ihn nicht mehr sehen möchte, und fühlt sich von ihr betrogen. Er geht zu Oliva nach Hause und zeigt ihr den Brief. Sie versteht sofort, dass Malagna nicht der echte Vater von Romildas Kind sein kann. Mattia sagt ihr aber, dass sie ihn im Glauben lassen soll, wirklich Kinder zeugen zu können. Malagna kommt jedoch hinter den Täuschungsversuch seiner Frau und geht zu Mattia. Er sagt ihm, er habe seine Nichte entehrt und verlangt Wiedergutmachung.
Romilda erklärt schließlich Mattia, warum sie besagten Brief geschrieben hat. Als sie nämlich ihrer Mutter ihre Liebe zu Mattia gestanden habe, habe sie ihr vollkommen erzürnt gesagt, dass sie niemals der Heirat ihrer Tochter mit einem solchen Faulenzer zustimmen werde. Als Batta Malagna dazustieß, ließ die Witwe Pescatore ihre Tochter mit ihm alleine. Romilda bittet Mattia, ihrer Mutter ins Gewissen zu reden, um sie doch noch von einer Heirat mit Mattia zu überzeugen. Dieser, obgleich gerührt vom Liebesgeständnis des Mädchens, beteuert seine Machtlosigkeit in der Situation. Als Minderjährige stehe Romilda ganz und gar unter der Vormundschaft ihrer Mutter. Aus diesem Grund müsse sie sich deren Willen beugen. Als Kompromiss schlägt er ihr aber vor, das Kind, das sie erwartet, als sein eigenes anzuerkennen. Jetzt, wo Malagnas Frau jedoch ebenfalls schwanger ist, wird er diesem Kinde, ebenfalls von Mattia, auch ein Vater sein müssen. Mattia sieht sich schließlich dazu gezwungen, Romilda zu heiraten, die eifersüchtig auf Olivas Kind ist, da es nicht, wie das ihre, in Ungewissheit geboren werden wird.
Um das Erbe und die Mine zu retten, müssen die Pascals Immobilien verkaufen. Mattias Mutter zieht zu ihrem Sohn. Das reicht aber nicht. Pascal versucht, eine Arbeit zu finden, scheitert aber. Die Witwe Pescatore und Romilda behandeln Mattias Mutter höchst unfreundlich. So zieht sie zu Scolastica, einer Schwester ihres verstorbenen Mannes. Eines Abends trifft Mattia zufällig auf Pomino. Dieser trägt Mattia noch immer seinen Verrat nach, doch der Protagonist versucht, ihn davon zu überzeugen, dass Pomino derjenige gewesen ist, der ihn betrogen hat, da er jetzt das Opfer bringen muss, mit Romilda und der Witwe zusammen zu leben. Der Freund findet eine Arbeit für ihn: Mattia wird Bibliothekar.
Eines Tages bekommt er die Nachricht, dass Romilda in den Wehen liegt. Er stürzt nach Hause, wo Marianna Dondi ihm sagt, er solle schnellstmöglich einen Arzt holen. Nachdem er vergeblich gesucht hat, kehrt Mattia erschöpft nach Hause zurück und findet den Arzt vor. Pascal erfährt, dass er Vater von Zwillingsmädchen geworden ist. Eine Tochter stirbt allerdings nur wenige Tage nach der Geburt und auch die andere wird nicht ganz ein Jahr alt. Fast zur gleichen Zeit stirbt auch Mattias Mutter. In seiner Trauer zieht Mattia ziellos durch das Dorf. Am Ende findet er sich auf seinem Landgut wieder, am Bach seiner Mühle. Ein alter Müller kommt und tröstet ihn.
Nach einem üblichen Streit mit Romilda und der Witwe Pescatore flüchtet er aus dem Dorf. Er erträgt sein miserables Leben nicht mehr. Er denkt darüber nach, nach Marseille zu gehen und von dort aus weiter nach Amerika. Inspiriert von einer Werbung für Glücksspiel in Nizza, hält er in Monte-Carlo, um Roulette zu spielen, und zu seiner Überraschung gewinnt er.
Mattia gewinnt immer wieder und wird reich. Am Morgen des 12. Tages erfährt Mattia, dass sich ein junger Mann umgebracht hat. Er kannte ihn, sie spielten beide einmal am selben Tisch. Entschlossen, nach Hause zurückzukehren, um sein Vermögen freizukaufen und sich an der Schwiegermutter zu rächen, steigt er in den nächsten Zug nach Italien. Auf seiner Reise entdeckt er zu seiner Erschütterung in einer Zeitung seine eigene Todesanzeige. Die Leiche von Mattia Pascal sei in Miragno im Gerinne einer Mühle gefunden worden. Die Behörden gehen davon aus, dass er wegen finanzieller Probleme Selbstmord begangen habe. Obgleich er durcheinander und geschockt ist, erkennt er, dass die Tatsache, dass ihn alle für tot halten, ihm zu einem neuen Leben verhilft. Unter dem Pseudonym Adriano Meis bricht er zu unzähligen Reisen auf. Zu guter Letzt beschließt er, sich in Rom zur Ruhe zu setzen. Er mietet ein möbliertes Zimmer und verliebt sich in Adriana, die zärtliche und diskrete Tochter des Hausherrn, Anselmo Paleari. Er möchte sie heiraten, um ein neues und stabiles Leben zu beginnen. Er bemerkt jedoch schnell, dass seine Existenz nur ein Schein ist. Da er nicht im Einwohnerverzeichnis registriert ist, kann er Adriana nicht heiraten, den Mann nicht verklagen, der Geld aus seinem Zimmer stehlen wollte, und überhaupt viele alltägliche Aktivitäten nicht ausüben, weil er keine Identität hat. Desillusioniert täuscht er seinen Selbstmord vor und kehrt unter seinem alten Namen Mattia Pascal wieder zurück nach Miragno. Es sind inzwischen zwei Jahre vergangen, und als er wieder in seinem Dorf ankommt, erfährt er, dass seine „Witwe“ wieder geheiratet hat. Und zwar Pomino, mit dem sie auch eine Tochter hat. Er zieht sich in eine staubige Bibliothek zurück, in der er einst arbeitete, um seine Geschichte aufzuschreiben und um hin und wieder einen Blumenkranz an das eigene Grab mit der Inschrift „Il fu Mattia Pascal“ (dt.: „Er war Mattia Pascal“) zu legen.

## Figuren
Mattia Pascal / Adriano Meis
Er ist die Hauptfigur. Er fühlt sich von dem Leben bedrückt und das einzige, was er will, ist vom Alltag zu fliehen. Das Schicksal offenbart ihm diese Möglichkeit und macht ihn völlig unabhängig. Ihm wird alles bereitgestellt und er muss sich um gar nichts mehr sorgen. Schließlich muss er feststellen, dass er ohne Vergangenheit auch keine Zukunft haben kann.
Die Mutter von Mattia Pascal
Nach dem Tod ihres Mannes ist sie oft krank, aber beschwert sich nie darüber. Am meisten sorgt sie sich um ihre Kinder, die nach dem Tod des Vaters praktisch mittellos sind, nachdem die Mutter das gesamte Erbe unter Verwaltung von Batta Malagna gelassen hat, der unehrliche Geschäfte betrieben hat.
Giambattista Malagna
Er ist der einzige Freund des Herrn Pascal. Ihm wird von der Mutter das gesamte Vermögen des Mannes zur Verwaltung anvertraut, wodurch die Familie ins Unglück stürzt. Er heiratet Oliva, eine Cousine Mattias. Er beschuldigt sie, unfruchtbar zu sein, was sich aber als falsch erweist, da sie von Mattia schwanger wird.
Die Witwe Pescatore, Marianna Dondi
Sie ist die Cousine von Malagna und einer der Gründe, wieso Mattia aus seinem eigenen Leben entfliehen will. Sie wird die Schwiegermutter von Mattia, nachdem er ihre Tochter Romilda Pescatore heiratet. Er ist ihr aber von Anfang an unsympathisch.
Adriana Paleari
Sie ist die Tochter von Anselmo Paleari, dem Besitzer einer Pension in der Via Ripetta in Rom, wo Mattia Pascal unter der Identität von Adriano Meis während seines Aufenthalts in der Hauptstadt bleibt. Sie ist freundlich, höflich, zärtlich und diskret, aber gleichzeitig ist sie für sich selbst und für die ganze Familie verantwortlich. Mattia verliebt sich in Adriana, die seine Liebe auch erwidert. Zu einer Hochzeit kann es jedoch wegen Mattias falscher Identität nicht kommen.
Terenzio Papiano
Terenzio ist der Witwer von Adrianas Schwester und versucht um jeden Preis, das Mädchen zu heiraten. Er ist ein rücksichtsloser Mann, der für Geld alles macht.
Gerolamo Pomino
Er ist ein Jugendfreund von Mattia Pascal, der schon als Junge eine tiefe Zuneigung für Romilda Pescatore hegt. Mattia will die beiden erst verkuppeln, beginnt dann jedoch selbst eine Beziehung mit ihr, die in einer Schwangerschaft endet. Pomino zeigt sich jedoch nachsichtig und hilft Mattia sogar, eine Arbeit zu finden.
Pinzone
Er ist der Hauslehrer Mattia Pascals und seines Bruders.
Tante Scolastica
Sie ist die Tante von Mattia, die in schwierigen Zeiten sowohl der Schwägerin als auch dem Neffen hilft und erfolglos versucht, ihrer Schwägerin die Augen zu öffnen, während Batta Malagna ihnen weiterhin Schaden zufügt.
Oliva
Ein armes und ehrliches Mädchen vom Lande, das zu Beginn von Mattia umworben wird. Sie heiratet schließlich Malagna, wird aber nach einer Affäre von Mattia schwanger. Der geborene Sohn wird von Malagna jedoch wie sein eigener erzogen.
Anselmo Paleari
Der Vater von Adriana Paleari ist der 60-jährige Besitzer der Pension in der Via Ripetta in Rom. Inzwischen kann er nicht mehr arbeiten und widmet sein ganzes Leben dem Lesen, der Philosophie und dem Nachdenken über sein Lieblingsthema: den Okkultismus.

## Verfilmungen
Die erste Verfilmung Die zwei Leben des Mathias Pascal ist ein Stummfilm und stammt aus dem Jahr 1926. Er entstand unter der Regie von Marcel L’Herbier mit Ivan Mosjoukine in der Hauptrolle.
Die zweite Verfilmung aus dem Jahr 1937 stammt von dem französischen Regisseur Pierre Chenal. Hauptdarsteller ist Pierre Blanchar. Der Film wurde in einer italienischen und in einer französischen Sprachfassung und mit größtenteils unterschiedlichen Darstellern gedreht: "Il fu Mattia Pascal" bzw. "L'homme de nulle part". Für die zweite verfasste Roger Vitrac die Dialoge.
Die dritte Version aus dem Jahr 1985 wurde verfilmt von Mario Monicelli mit Marcello Mastroianni in der Hauptrolle.

## Ausgaben
- Luigi Pirandello: Mattia Pascal, Band 9 von: Gesammelte Werke, Propyläen, Berlin 1999, ISBN 978-3-549-05538-0.
- Luigi Pirandello: Mattia Pascal, Wagenbach, Berlin 2000, ISBN 978-3-8031-2379-4.
- Luigi Pirandello: Die Wandlung des Mattia Pascal, Online-Ressource (PDF), Null Papier Verlag, Neuss 2017, ISBN 978-3-95418-828-4.